# Уряд Лівії
Уряд Лівії — вищий орган виконавчої влади Лівії.

## Голова уряду
- Прем'єр-міністр — Фаїз аль-Сарадж (англ. Fayiz al-Saraj).
- Віце-прем'єр-міністр — Ахмед Хамза (англ. Ahmed Hamza).
- Віце-прем'єр-міністр — Абдель Салам Каджман (англ. Abdel Salam Kajman).
- Віце-прем'єр-міністр — Муса аль-Коні (англ. Musa al-Koni).
- Віце-прем'єр-міністр — Ахмад Майтік (англ. Ahmad Maitiq).
- Віце-прем'єр-міністр — Фатхі аль-Маджбарі (англ. Fathi al-Majbari).
- Віце-прем'єр-міністр — Алі Фарадж аль-Катрані (англ. Ali Faraj al-Qatrani).

## Кабінет міністрів
Склад чинного уряду подано станом на 22 вересня 2016 року.
| Логотип | Міністерство                   | Міністр                                                            | Фото | Час на посаді | Час на посаді | Партія | Партія | Вебсайт |
| ------- | ------------------------------ | ------------------------------------------------------------------ | ---- | ------------- | ------------- | ------ | ------ | ------- |
|         | Старший міністр                | Мухаммад аль-Амарі (Muhammad al-Amari)                             |      |               |               |        |        |         |
|         | Старший міністр                | Омар аль-Асвад (Omar al-Aswad)                                     |      |               |               |        |        |         |
|         | Міністерство внутрішніх справ  | полковник Ель-Афір аль-Ходжа (Al-Arif Al-Khoja)                    |      |               |               |        |        |         |
|         | Міністерство закордонних справ | Мухаммад аль-Тахір Хаммада Сіала (Muhammad al-Tahir Hammuda Siala) |      |               |               |        |        |         |
|         | Міністерство оборони           | полковник Махді аль-Баргхатхі (Mahdi al-Barghathi)                 |      |               |               |        |        |         |